# Lebrela de Términos

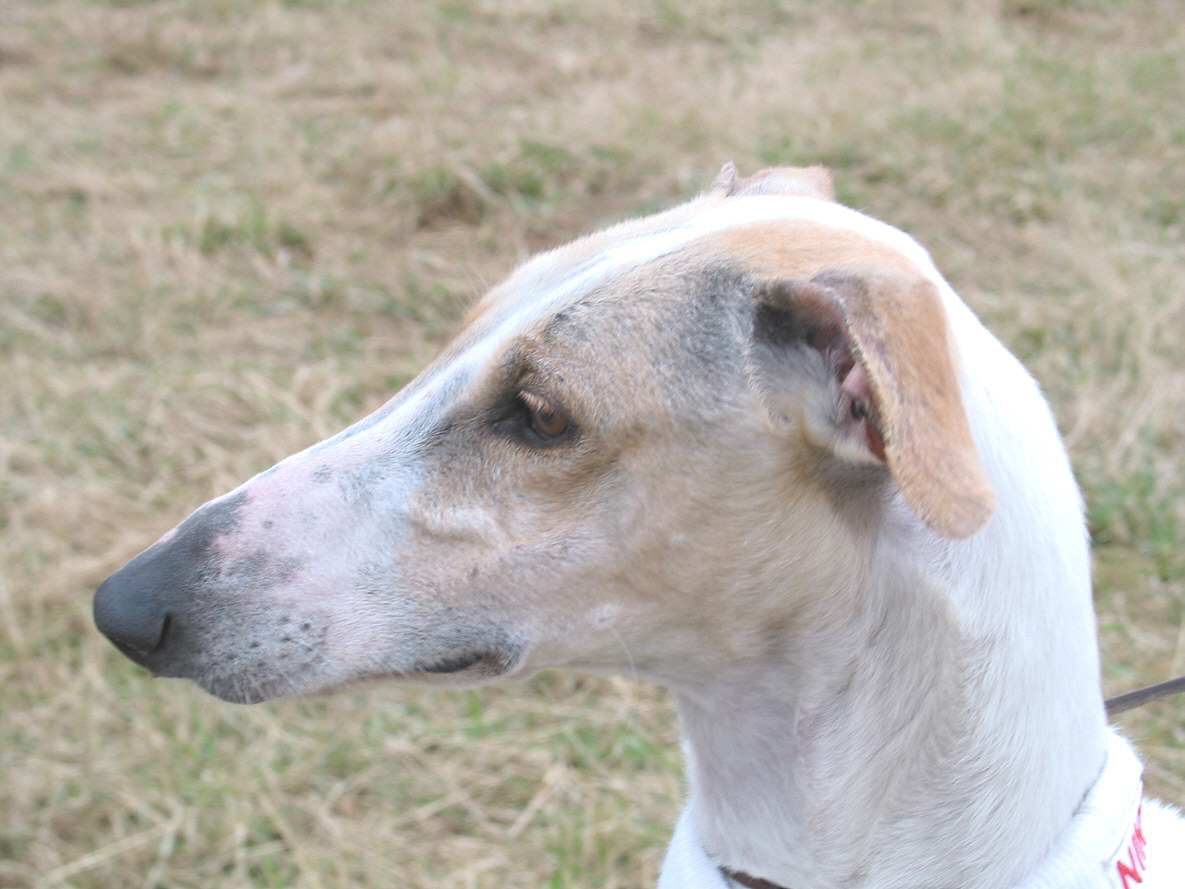
Un lebrel.

La  Lebrela de Términos fue una perra que, según cuenta Díaz del Castillo en su Historia Verdadera... extraviaron o tuvieron que abandonar los exploradores españoles durante la expedición que encabezó Juan de Grijalva para reconocer Yucatán,  hacia junio de 1518, en la isla del Carmen, situada en la Laguna de Términos.
Tras sobrevivir diez meses en la isla, la lebrela fue rescatada en marzo de 1519 por la flota de Hernán Cortés. Según otras versiones, incluyendo la del propio Cortés, la perra habría sido perdida por la expedición de Hernández de Córdoba, anterior a la de Grijalva, en cuyo caso su supervivencia en libertad hubiera sido de dos años, y el itinerario de las naves de Hernández de Córdoba tendría que haber llegado más al sur de lo que el anciano Bernal recordaba.
Ya fuera durante el viaje de Hernández de Córdoba (1517) o durante el de Grijalva (1518), la perra debió utilizarse para cazar los «conejos, liebres y ciervos» que abundaban en la isla de Términos, y por avatares de la propia caza, de la urgencia de aprovechar los vientos, o del simple descuido, debió quedar abandonada.
Un barco de la flota de Cortés, perdido tras un temporal, volvió a esas aguas hacia marzo de 1519. La lebrela salió a recibirlo, dando primero grandes muestras de ansiedad al ver la nave, y haciendo luego alborozadas acrobacias al confirmar la recuperación de sus amos. Al parecer estaba gorda y tersa, con buen aspecto. Según las fuentes que más se recrean en el suceso, la lebrela recordó de inmediato sus obligaciones cinegéticas, e incluso la etimología de «lebrel», y se adentró en el campo para volver con lepóridos para sus amos. Cuando la flota volvió a encontrarlo, el barco perdido tenía las jarcias llenas de pieles de conejos, liebres y ciervos: trofeos de caza del can tras varios días de trabajo en Términos.
En este artículo se describe algo de lo que sabemos o podemos razonablemente inferir sobre la lebrela de Términos y su aventura, las fuentes en las que se soporta y alguna referencia a la lebrela en la literatura.

## El lugar: isla y laguna de Términos
La Isla de Términos, denominada así por Antón de Alaminos, marino español que fue el piloto de las tres expediciones ordenadas por Diego Velázquez de Cuéllar en 1517, 1518 y 1519, capitaneadas respectivamente por Francisco Hernández de Córdoba, Juan de Grijalva y Hernán Cortés para explorar el Yucatán y los territorios al occidente de la isla de Cuba. En las dos primeras los españoles iniciaron la exploración pensando que los que es la península de Yucatán era una isla y cuando en 1518 ingresaron, siguiendo el litoral, a una gran laguna con una pequeña isla al centro, supusieron que ahí terminaba el territorio insular de donde aplicaron el apelativo de "Términos" para nombrar a la laguna y a la isla. Esta última, hoy llamada isla del Carmen en el estado de Campeche, México, y que fue en la que sobrevivió uno o quizás dos años el robinsón canino, cambió su nombre el 16 de julio de 1771, día del Carmen: los españoles celebraron así la expulsión de los piratas que, guareciéndose allí, infestaban el golfo de México. La laguna que separa la isla de la costa de Campeche sigue llamándose Laguna de Términos. 

### Coordenadas
- Wikimapia/Laguna de Términos

18°39′10″N 91°47′50″O / 18.65278, -91.79722
- Véase también: Ciudad del Carmen.

## Abandono o pérdida de la lebrela
Bernal Díaz del Castillo estuvo presente tanto en el viaje de Grijalva como en el de Cortés, y aun había estado antes en el de Hernández de Córdoba. En el décimo capítulo de su Historia Verdadera narra parcamente la llegada del animal a Términos durante la expedición de Grijalva:

[...]Y había mucha caza de venados y conejos, y matamos diez venados con una lebrela y muchos conejos. Y luego desque todo fue visto y sondado nos tornamos a embarcar, y allí se nos quedó la lebrela[...]

Pero tenemos otra crónica del viaje de Grijalva, la del capellán de la expedición, Juan Díaz, que escribió un documento destinado a informar al rey, titulado Itinerario de la Armada del rey Católico a la isla de Yucatán, en la India, el año de 1518, en la que fue por comandante y capitán general Juan de Grijalva (en adelante, Itinerario). El manuscrito original se perdió, pero para entonces ya había sido traducido a varios idiomas. Las versiones en español que hoy manejamos son, curiosamente, retraducciones de la traducción al italiano. El capellán ignora a la lebrela, aunque bien que se acuerda de la caza:

[...]En esta tierra encontramos conejos, liebres y ciervos[...]

Además, el propio Hernán Cortés, al dar cuenta del rescate de la lebrela, informa de su origen:

[...]con una perra que en la dicha isleta hallaron, que se había quedado, de los navíos del dicho Fernández de Córdoba, primero descubridor.

Andrés de Tapia, soldado del ejército de su buen amigo y protector Cortés, y apreciado también por Bernal, que lo calificó de buen capitán y esforzado soldado, escribió otra relación, también de título largo: Relación de algunas cosas de las que acaecieron al muy Ilustre señor don Fernando Cortés, marqués del Valle, desde que se determinó ir a descubrir tierra en la Tierra Firme del Mar océano (en adelante, Relación de algunas cosas...). Con la honrosa excepción de la Historia verdadera..., la mayoría de las crónicas de la conquista de México están basadas en la Relación de algunas cosas..., incluyendo la de Francisco López de Gómara, al que algunos no dudan en acusar de plagiar a Tapia. Andrés de Tapia da cuenta del rescate de la lebrela, pero no entra en si su abandono se produjo en la expedición de Hernández o en la de Grijalva.
Francisco López de Gómara, que no fue testigo directo y se basó sobre todo en Andrés de Tapia y en Cortés, del que era capellán, se limita en La conquista de México a plantear la incertidumbre:

[...]No sabían si la lebrela fue de Córdoba o de Grijalva

Las omisiones de Juan Díaz y de Andrés de Tapia, la creencia de Cortés de que la lebrela era de Córdoba, y la duda de Gómara de si era de Córdoba o de Grijalva hacen que no pueda descartarse la posibilidad de que Bernal Díaz se equivocara, y la lebrela fuera abandonada por Hernández de Córdoba. Piénsese que Juan Díaz y Hernán Cortés escriben sus informes inmediatamente, casi in situ, y Andrés de Tapia da a la luz el suyo en 1539, veinte años después de los hechos, en tanto que Bernal empieza a escribir en 1557, habiendo cumplido 65 años, y precisamente por haber participado en todos los viajes, su memoria pudo cambiar a la lebrela de viaje inadvertidamente.

## El rescate de la lebrela
Como era previsible, el episodio más glosado en prosa y en verso es el del reencuentro, diez meses después. Cualquiera que conozca a los perros puede imaginar los gimoteos y aullidos de la lebrela al presentir la recuperación de sus amos, y sus contorsiones de júbilo al confirmarla. Bernal, que ya va por el capítulo treinta, lo explica con sobriedad, sin ocultar el hecho de que no fue testigo presencial del encuentro, ya que fueron los marineros de una nave separada por el temporal, mandada por un capitán llamado Escobar, los que llegaron a Términos y contaron luego a sus compañeros la historia de la lebrela:

[...]y halló la lebrela que se hobo quedado cuando lo de Grijalba, y estaba gorda y lucia [tersa, vistosa]. Y dijo el Escobar que cuando la lebrela vio el navío que entraba en el puerto, que estaba halagando con la cola y haciendo otras señas de halagos, y se vino luego a los soldados y se metió con ellos en la nao[...]

Bernal no cede a la tentación de adornar la historia ni de redondearla con un final que conmueva un poco más a los lectores. No lo hizo con sucesos más deslumbrantes, así que no sorprende que mantuviera a la lebrela atada a los hechos. Nada de agradecimientos venatorios del perro, ni de jarcias llenas de pieles. Poca ayuda para los poetas del futuro.
Afortunadamente para la leyenda, Andrés de Tapia, en su Relación de algunas cosas..., cede un poco más a la tentación y cuenta una historia más aprovechable:

[...]halló [Cortés] el navío que le faltaba, el cual navío tenía por la jarcia de él mucho número de pellejas de conejos y liebres, y algunos pellejos de venados pequeños y grandes. Y dijeron los españoles del dicho navío que luego que allí llegaron vieron andar un perro español por la costa y ladraba hacia el navío; y cómo saltaron en tierra el capitán del navío y algunos españoles vieron una lebrela de buen talle, y se vino a ellos y los halagaba, y se volvió al monte y les comenzó a traer conejos, y con esta lebrela cazaban los días que allí estuvieron, y tenían hecha alguna cecina de conejos y venados [...]

Hernán Cortés recuerda el encuentro con el navío, en la Isla de Términos:

[...]y en una isleta questaba dentro de la dicha bahía, halló el navío que se había perdido, e toda la gente muy buena; e se mantenían de conejos e venados que mataban en la dicha isleta, questaba despoblada, con una perra que en la dicha isleta hallaron, que se había quedado de los navíos del dicho Francisco Hernández de Córdoba[...]

La versión de Francisco López de Gómara es un resumen de la de Andrés de Tapia:

[...]Los halagó con la cola saltando de uno a otro con las patas delanteras, y luego se fue al monte que estaba cerca, y al poco rato volvió cargada de liebres y conejos. Al otro día siguiente hizo lo mismo, y así conocieron que había mucha caza por aquella tierra[...]

Hay más relatos de la aventura de la lebrela, aunque conforme se avanza en el tiempo van siendo, evidentemente, copia y glosa de los anteriores. Francisco Cervantes de Salazar, en su Crónica de la Nueva España (1595), aporta la descripción más larga de la época, si bien se ciñe casi enteramente a las de Andrés de Tapia y Gómara. No dilucida por tanto el origen de la perra, diciendo sólo que «un navío de españoles» debió perderla.

## La lebrela en las crónicas de siglos posteriores
Los historiadores han glosado de distintas formas estas fuentes. Algunos simplemente ignorando a la lebrela. Se echa de menos a la perrita en la biografía de Cortés de Salvador de Madariaga o en la clásica Historia de la conquista de México de William H. Prescott.
Hugh Thomas, en su monumental La conquista de México, dice simplemente que los exploradores bajo el mando de Grijalva dejaron accidentalmente, por error, entre los conejos de Tabasco, «una hembra de mastín, que sus amos recuperaron al año siguiente», y se ampara en Díaz del Castillo. La confusión de lebrel con mastín, impropia de un inglés, se debe seguramente a que Thomas sostiene la teoría de que los perros que llevaban los españoles eran perros lobos irlandeses o mastines, basada en la declaración de un testigo en el juicio de residencia de Diego Velázquez, y en los perros que se usaban en las guerras europeas; aclara Thomas que en aquella época no se diferenciaba mucho una raza de otra. De todos modos, el éxito como cazadora de la perra de Términos se corresponde más con un lebrel (galgo) que con un perro de guardia, pastoreo o pelea, como suelen serlo los mastines.
Juan Miralles, en su Hernán Cortés, inventor de México dedica un apartado completo a la lebrela de Términos. Miralles da por seguro desde la primera frase de ese apartado que la perra se dejó olvidada en la expedición de Hernández. Los motivos son posiblemente cierta desconfianza en Bernal Díaz, al que Miralles ha descubierto importantes errores, y la aparición de fuentes inéditas hasta entonces que el autor maneja, entre ellas la ya citada alusión de Cortés a la perra, diciendo con seguridad que procedía de la expedición de Hernández. Miralles nos recuerda que, si la lebrela fue perdida por Hernández, entonces Bernal se equivoca también en el itinerario de ese primer viaje: los navíos de Hernández no se habrían dirigido a la Florida tras la desastrosa batalla de Champotón, como cuenta Bernal, sino que habrían pasado por Términos, algo más al sur, y la lebrela sería la prueba.

## La lebrela en la literatura
A caballo entre la crónica histórica, el libro de viajes y los relatos rozando la ficción, el mexicano Fernando Benítez, en su libro La Ruta de Hernán Cortés, hace una bella narración de la historia de la lebrela de Términos, sin resistirse a seguir más a Andrés de Tapia y a Gómara que al enjuto Bernal. Uno de los pocos tiernos sucesos que consigna la historia de la conquista, dice Benítez.
La lebrela tiene su poema: los versos del novohispano José de Arrazola, de finales del mismo siglo de los hechos. Arrazola sigue la historia de Gómara, pero la lebrela ya no vuelve «cargada de liebres y conejos», sino... ¡con un venado en las fauces en cada viaje! Además, Cortés está presente, cuando sabemos que no fue testigo de los hechos; Arrazola necesita su presencia para ponerlo a rezar en los últimos versos, agradeciendo a Dios el afortunado encuentro con la lebrela, y la habilidad venatoria del animal (por supuesto, milagrosa), porque los soldados estaban «de pura hambre todos desmayados».  La visión taumatúrgica del suceso, que ignora la inteligencia y nobleza de la perra, atribuyendo en cambio su comportamiento a la intervención divina, insinuando además a Cortés como mediador o al menos como devoto agradecido, ya estaba esbozada en Cervantes de Salazar.

## La lebrela y otros perros de la conquista
Ya se ha dicho más arriba que un historiador como Thomas llama mastín a la lebrela. En realidad sólo sabemos que era un perro muy dotado como cazador, que capturaba las piezas, las mataba y las llevaba a sus amos, ella sola. Es un tipo de caza que se practica desde tiempo inmemorial, práctica por otro lado muy controvertida actualmente, y los perros utilizados son precisamente lebreles (frecuentemente llamados galgos). La lebrela de Términos tenía que ser verdaderamente prodigiosa (o una mentira más de cazador), porque pese a que la caza se practica con varios galgos persiguiendo a la liebre, y con ayuda humana para «levantar» la pieza, es frecuente que la liebre escape. Si se cree la caza (dándoles muerte) de los venados, y si en un exceso de credulidad se da fe también al transporte de los ciervos, hay que suponer que el perro era más grande, un mastín, dogo, o más probablemente alano. Pero entonces el éxito con conejos y liebres será menos verosímil.
Los conquistadores llevaban gran número de perros. Thomas supone que eran perros lobos irlandeses y mastines, y en otras referencias se habla a veces de mastines, pero en la época se hablaba de lebreles y alanos. Estos últimos serían los perros de guerra, de mayor porte, fuerza y valor, y especializados en guardia, combate, sujeta de ciervo y toro (participaron en las fiestas taurinas hasta el siglo XIX), y caza mayor. El alano español actual sigue siendo un perro de gran tamaño, fuerza y valor, y de temible «presa» (tamaño e intensidad del mordisco), y no debe diferir mucho del que era conocido con ese nombre desde la Edad Media. Posiblemente hubiera confusión o desconocimiento por parte de algunos cronistas al nombrar a los perros, o incluso los llamaran genéricamente «lebreles». Así, en la Brevísima relación de la destrucción de las Indias, dice Fray Bartolomé de las Casas:

[...] enseñaron y amaestraron lebreles, perros bravísimos que en viendo un indio lo hacían pedazos en un credo [...] Estos perros hicieron grandes estragos y carnecerías

Es probable que los perros recordados por Las Casas fueran en realidad alanos, dogos o mastines, y que la lebrela de Términos no fuera un perro de guerra y tortura, sino especializado en la caza menor.
Los invadidos también hablaron de los perros en sus crónicas. En su recopilación de testimonios indígenas, Visión de los vencidos, Miguel León-Portilla incluye la descripción de los perros que se hizo a Moctezuma, recogida por Fray Bernardino de Sahagún en el Códice Florentino. Sugiere más al temible alano que al lebrel.
En todo caso, la historia de la lebrela de Términos es posiblemente la única amable que se pueda contar sobre el papel de los perros en la conquista de América. Se recuerda el nombre de algunos, como Becerrillo, que participó en la conquista de Puerto Rico, y su hijo Leoncico, que acompañaba a Núñez de Balboa cuando este descubrió el Pacífico. Pero tal recuerdo está más próximo a las atrocidades de aperreamiento narradas por Las Casas que a la historia de fidelidad de la lebrela de Términos.